# Tuzlanska kotlina
Tuzlanska kotlina, kotlina u Bosni, u regiji Soli. Morfološka je unutargorska depresija. Kotlinsko udubljenje je izduženo i pruža se u smjeru istok - zapad. Neotektonski se na rubovima kotline izdiže južnomajevičko pobrđe koje orografski zatvara kotlinu sa sjevera, istoka i zapada. Na zapadu se spaja sa sprečanskom tektonskom depresijom. Poput ostalih morfoloških unutargorskih depresija, slabije je provjetrena u odnosu na otvorene morfoforme. Mjerenja na meteorološkoj postaji Tuzla koja je na lokalitetu Bukovčić izmjerili su ružu vjetrova i prosječna brzina vjetra je tek 1,5 m/s, što ukazuje da je vrlo slabo provjetrena. Najveću učestalost ima sjeveroistočni vjetar, koji je zastupljen sa 17,5%, a najmanju južni vjetar sa svega 3,9%. Prevladava godišnja učestalost tišina (razdoblja bez vjetra) i iznosi 30,6%. Kotlini su tipične radijacijske prizemne, odnosno orografske inverzije i uglavnom prate pojave guste magle. Prosječno godišnje se magla javlja 66 dana, što je 18,08% dana u godini. Periodno pojave obuhvaća cijelu godinu, a najveće vrijednosti su u prosincu i listopadu. Zbog velike industrijaliziranosti u Tuzli i okolici mikroklimatski meteorološki režim pridonosi još većem zagađenju nižih slojeva atmosfere tuzlanske kotline, a prekoračenja graničnih vrijednosti skoro isključivo se zbivaju zimi, kad su najbolji uvjeti za temperaturnu inverziju. Visina radijacijskog inverzijskog sloja je na oko 290 metara nadmorske visine.